# Apothecium

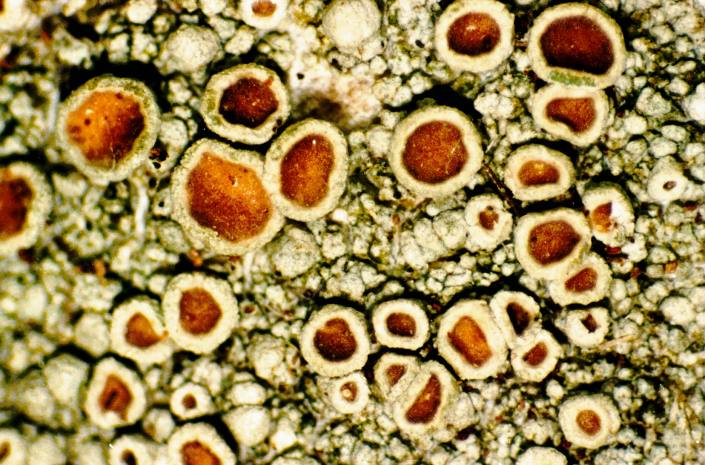
Apothecier hos kantlaven Lecanora pulicaris.

Apothecium är en typ av fruktkropp som förekommer hos sporsäckssvampar och lavar.
Hos de flesta arter är den kudd-, skiv- eller skålformigt öppen. Hos murklor och tryfflar har däremot apothecierna blivit kraftigt förändrade.